# Taurekareka Henare
Taurekareka Henare (1877/1878 - 12 janvier 1940) fut un politicien maori.
Henare naquit à Pipiwai, dans la Baie des Îles en Nouvelle-Zélande. On dit que son père était le fils de Robert Wynyard, gouverneur intérimaire de la Nouvelle-Zélande. Henare reçut initialement le nom de Taurekareka Wynyard, mais il adopta plus tard le prénom de son père en guise de patronyme — probablement parce que Robert Wynyard avait combattu les Maori. Henare était un proche parent d'un nombre important de personnalités éminentes de l'histoire maori parmi lesquelles Hone Heke. Son iwi était Ngā Puhi.
Henare ne reçut pas de formation au sens occidental du terme, mais on lui enseigna les mœurs et traditions maori. Il fut élevé un temps par Wi Pere (futur parlementaire) sur la côte est mais il retourna au nord, peut-être pour éviter un mariage arrangé. En 1903, Henare épousa Hera Paerata, qui était mi-maori et mi-polonaise.
En 1914, Henare se présenta pour la première fois aux élections législatives. Se présentant au nom du Parti de la réforme (en) pour le siège Maori du nord, il remporta l'élection. Il était fréquent qu'il ne participât pas aux débats parlementaires, néanmoins il était très engagé dans toute politique ayant trait aux intérêts maori. Il collabora étroitement avec Apirana Ngata, membre du parti libéral, sur un grand nombre de problématiques. Durant la Première Guerre mondiale, Henare s'opposa à la conscription des Maori, et suggéra que la dévolution des terres confisquées pourrait inciter les Maori à se porter volontaires. Il aida ensuite des soldats maori à se reconvertir après la guerre. Lors de l'épidémie de grippe espagnole de 1918, il contribua à la dispense d'aide médicale aux Maori. La femme de Henare figura parmi les victimes de l'épidémie. Henare joua un rôle dans la définition de la politique du parti réformiste sur les questions maori. Il soutint les efforts de Gordon Coates, alors ministre des affaires natives (Minister of Native Affairs) qui visaient à élargir le rôle de son ministère, et promut également des réformes du système scolaire maori.
Henare resta au Parlement jusqu'aux élections de 1938, date à laquelle il fut vaincu par Paraire Karaka Paikea du Parti travailliste (Labour Party). Paikea était affilié à la mouvance Ratana, proche du travaillisme face à laquelle Henare s'était vivement opposé.
Henare décéda en 1940 dans sa ferme près de Kawakawa. Ses six fils et deux filles lui survécurent. Son fils, Sir James Henare, devint un éminent officier dans l'armée et sa fille Ihapera Taua, fut une importante dirigeante dans la ligue du bien-être des femmes maori (Maori Women's Welfare League). Longtemps après, son arrière-petit-fils, nommé Tau Henare, gagna la même circonscription.